# Kaprosuchus saharicus
O Kaprosuchus saharicus é uma espécie extinta de crocodilos cujos fósseis foram escavados no atual Níger. O seu nome significa "crocodilo-javali", pois possuía dentes proeminentes para cima e para baixo, pelo que o seu focinho fazia lembrar o de um facocero (javali-africano). Ele pertencia à família dos Mahajangasuchideos, um grupo de crocodilos terrestres que viveu no final do mesozóico, no período cretáceo.

## Descrição

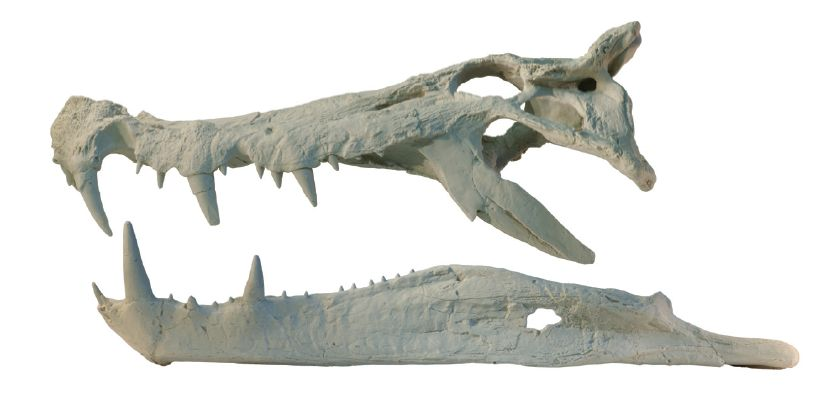
crânio e presas de um Kaprosuchus

Kaprosuchus saharicus é conhecido a partir de um crânio achado no Níger, estando este crânio em quase perfeito estado. As presas desproporcionais são a sua característica mais marcante. Apesar de ser muito diferente de qualquer outro crocodiliano, este animal partilha muitas características com o seu parente próximo Mahajangasuchus insignis. Ambos os géneros eram animais terrestres, como prova a posição das orbitas oculares no crânio.

## Dieta
Como era um animal perfeitamente adaptado para viver em terra, capaz de correr velozmente por breves períodos de tempo. Este animal possuía ainda uma poderosa mandíbula, com uma força incrível. Também tinha o focinho com ossos muito grossos, que, com a camada de armadura queratinosa que se pensava que o Kaprosuchus tinha, o tornava bastante duro.

## Popularização na mídia
Crocodiliformes terrestres semelhantes ao Kaprosuchus aparecem na obra de ficção-científica brasileira "Realidade Oculta".